# Federación de Escultismo en España
La Federación de Escultismo en España es la Organización Scout Nacional reconocida por la Organización Mundial del Movimiento Scout que representa el escultismo de España ante las instancias estatutarias del escultismo mundial y su Región Europea.

## Miembros
Miembros de la FEE:
- ASDE-Scouts de España: es una organización no gubernamental formada por 17 organizaciones federadas en representación de 15 comunidades autónomas y las ciudades autónomas de Ceuta y Melilla. Cuenta con 30.000 socios y socias.
- Movimiento Scout Católico (MSC): es el movimiento responsable del escultismo católico en España. Está formado por 27.000 niños, niñas, jóvenes y adultos, 12.000 familias y 400 comunidades cristianas que conforman los grupos scouts.[2]

Entidad asociada a la FEE:
- Federació Catalana d'Escoltisme i Guiatge (FCEG): La organización territorial que agrupa a la mayoría del escultismo y el guidismo que se realiza en Cataluña. Está constituida por tres asociaciones, que suman 20.000 niños, niñas y jóvenes (incluyendo 4.000 monitores y responsables).[3]